# Stanislav Anischenko
Stanislav Anischenko (* 1983) ist ein belarussischer Kontrabassist.
Er studierte ab 1996 Violoncello an der Musikhochschule Minsk und drei Jahre später Kontrabass bei Nikolai Kriwoschejew. 2004 setzte er sein Studium an der Hochschule für Musik  Nürnberg bei Dorin Marc fort.
Von 2007 bis 2009 war er Solobassist an der Stuttgarter Staatsoper. Seit September 2009 ist er Solobassist beim WDR Sinfonieorchester Köln. Daneben wird er regelmäßig als Solobassist von führenden deutschen Orchestern eingeladen, u. a. dem Radio-Sinfonieorchester Stuttgart, dem Gürzenich-Orchester Köln und dem Bayerischen Staatsorchester. Er ist Kontrabassist des Astor Trios und spielt Kammermusik mit seinem Bruder, dem Cellisten Guiorgiu Anischenko sowie dem Kuss-Quartett, dem Sankt-Petersburg-Streichquartett und dem Auryn-Quartett.
Seit Oktober 2011 ist Stanislav Anischenko Dozent an der Hochschule für Musik Detmold. Mit Beginn des Wintersemesters 2014/15 erhielt er den Ruf als Professor dorthin.

## Auszeichnungen
- 2002 1. Preis beim nationalen Wettbewerb in Grodno (Belarus)
- 2003 Sonderpreis des ARD-Wettbewerbs in München
- 2008 1. Preis beim Internationalen Wettbewerb in Brno
- 2009 2. Preis und Sonderpreis beim Internationalen Wettbewerb des ARD in München[3]